# Burmesischer Lackbaum

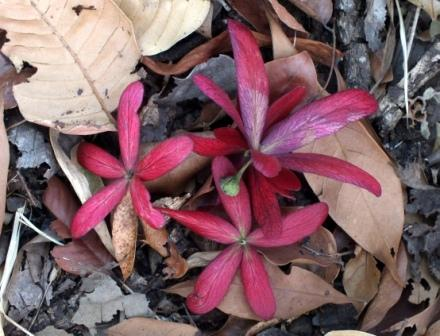
Geflügelte Früchte

Der Burmesische Lackbaum (Gluta usitata), auch Schwarzer Lackbaum, Burmesischer oder Birmanischer Firnis(s)baum, ist ein Baum in der Familie der Sumachgewächse aus Thailand, Myanmar, Vietnam, Assam und Laos.
Er wird wie auch der verwandte Lackbaum und Rhus succedanea für die Lackgewinnung genutzt.

## Beschreibung
Der Burmesische Lackbaum ist ein laubabwerfender Baum der bis über 20 Meter hoch wird. Der Stammdurchmesser erreicht bis 60 Zentimeter. Die grau-braune Borke ist schuppig. Der Baum führt ein giftiges, reizendes Exsudat.
Die gestielten Laubblätter sind schraubig angeordnet. Sie sind ledrig, ganzrandig, spitz bis abgerundet, verkehrt-eiförmig bis elliptisch oder länglich und bis 36 Zentimeter lang. Die Blätter sind kahl bis leicht fein behaart. Der kurze, mehr oder weniger behaarte Blattstiel ist oberseits abgeflacht, Nebenblätter fehlen.
Es werden achselständige, große und fein behaarte, lockere, rispige Blütenstände gebildet. Die gestielten, meist fünfzähligen und weiß-rosa Blüten sind zwittrig mit doppelter Blütenhülle. Der abfallende, behaarte Kelch ist nur klein und calyptrat. Die ausladenden, länglichen bis verkehrt-eilanzettlichen und mehr oder weniger behaarten Kronblätter sind bis 7 Millimeter lang. Es sind etwa 20–30 vorstehende und freie Staubblätter ausgebildet. Der einkammerige Fruchtknoten steht auf einem behaarten Gynophor mit kurzem Griffel und kleiner Narbe. Es ist ein kahler, gewölbter Blütenboden vorhanden.
Es werden geflügelte und einsamige, bis 3 Zentimeter große, etwa rundliche, grünliche bis rötlich-braune Steinfrüchte (Flügelfrüchte) gebildet. Die vergrößerten, beständigen und flügeligen, bis 10 Zentimeter langen, rötlichen Petalen sitzen propellerförmig an einem gemeinsamen, etwa 2 Zentimeter langen Stiel.

## Taxonomie
Das Basionym Melanorrhoea usitata wurde von Nathaniel Wallich 1829 in Pl. Asiat. Rar. 1: 9 erstbeschrieben. Die Umteilung in die Gattung Gluta zu Gluta usitata wurde 1978 von Ding Hou in Blumea 24: 21 vorgenommen. Ein weiteres Synonym ist Melanorrhoea usitatissima Steud.

## Verwendung
Das Holz ist von guter Qualität. Aus dem Stamm kann ein Saft gewonnen werden, welcher zu Lack (Burmalack, Thitsi, Mailack) verarbeitet wird.